# 铁西街道 (鹤岗市)
铁西街道，是中华人民共和国黑龙江省鹤岗市南山区下辖的一个乡镇级行政单位。

## 行政区划
铁西街道下辖以下地区：
西联社区、西苑社区、西集社区和西山社区。